# Cegid
Cegid (acronyme de « Compagnie européenne de gestion par l'informatique décentralisée ») est une société spécialisée dans l'édition de logiciels de gestion pour les professionnels des métiers de l'expertise-comptable, de la finance et de la fiscalité, de la paie et des ressources humaines, et du commerce de détail. Elle est créée en 1983 par Jean-Michel Aulas qui en assure la présidence jusqu'en 2017. Pascal Houillon est directeur général depuis mars 2017, succédant ainsi à Patrick Bertrand. Introduite en bourse au second marché en 1986, l'entreprise a été retirée de la cote en 2017 par les nouveaux actionnaires, les fonds d'investissement Silver Lake (américain) et Altaone (britannique). Le fonds d'investissement KKR annonce une prise de participation minoritaire dans Cegid en 2021.

## Société

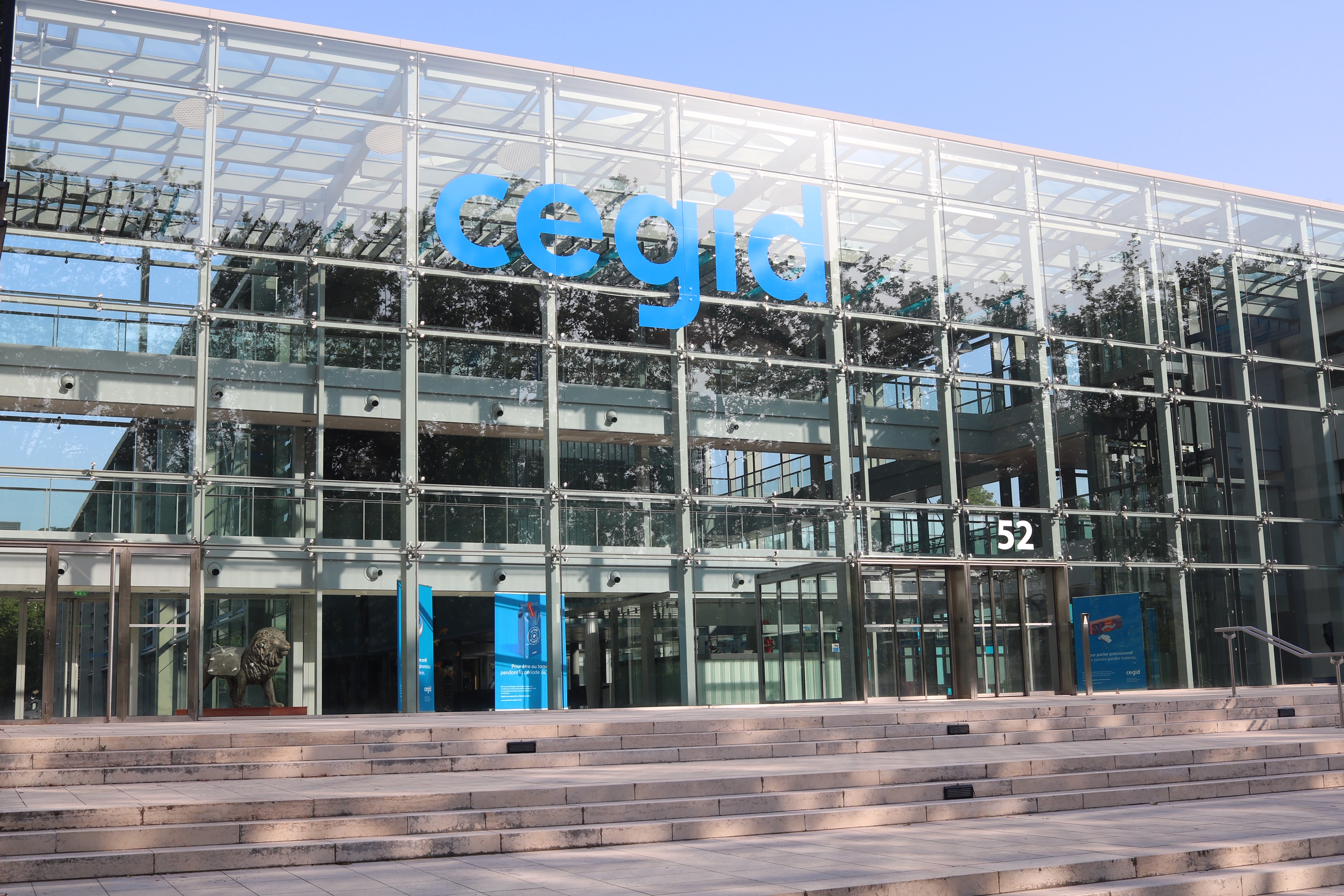
Locaux dans le 9e arrondissement de Lyon.

Lors de la mise en place du plan comptable général imposant l'utilisation de numéros de comptes déterminés, l'entreprise s'est initialement développée en proposant aux experts-comptables des progiciels de gestion standardisés.
Lors de sa création en 1983, la relation entre Cegid et la profession comptable influence le développement de Cegid par cette première communauté de clients, très fédérée, en facilitant la prise en main des prestations Cegid auprès de ses clients. La profession comptable contribue de ce fait au développement de Cegid. Cegid étend son offre à destination des entreprises (Très Petites Entreprises et Petites et Moyennes Entreprises) en proposant une gamme de produits comme la gestion commerciale, la comptabilité, la paye. La société propose une plateforme multiservice via le conseil et la prescription de l’expert-comptable.
Au travers de créations de filiales ou de prises de participation dans certaines entreprises, Cegid  propose des services de maintenance de matériel informatique (ITI) en 1986, de réalisation et maintenance de logiciels spécifiques (Cegid Ingénierie), mais également d’assurance (Sagita), de conseils financiers (via Expert & Finances), de formation (Cegid Expert Formation), de recrutement (Cegid Expert Executive), de mise à disposition temporaire de personnel (Cegid TT) et de fournitures de bureaux (DEI)[réf. souhaitée]. Cette dernière société fusionne par ailleurs avec ITI, en 1995, pour devenir Cegid Environnement Maintenance. Quatre années après sa création, Cegid est une société cotée en Bourse au second marché de Lyon. En 1989, après l’arrivée de Patrick Bertrand, Cegid SA devient une holding de contrôle et de gestion. Ses filiales opérationnelles se regroupent autour de deux pôles : informatique et services ; l’entreprise fait son entrée sur le premier marché de Paris.
Cegid inaugure en décembre 2003 ses nouveaux locaux, dans le 9e arrondissement de Lyon, dessinés par Aymeric Zublena[pertinence contestée].
En 2006, apparaît l’appellation de Cegid Group sur le marché boursier, à la suite de son rapprochement avec CCMX, son principal concurrent. La même année, la société prend la troisième place parmi les éditeurs français de logiciels.
Le 22 juin 2023, Cegid installe son campus à Boulogne-Billancourt, dans lequel il regroupe ses 750 salariés franciliens auparavant dispersés sur 6 sites différents.

### Croissance externe
Cegid a fait l'acquisition de nombreuses sociétés, avec une accélération de sa stratégie de croissance externe depuis 2018 :
- Silicone en 1996
- Orli[9] et Amaris en 1997
- Alphabla en 1998
- Servant Soft[10] en 1999
- Magestel en 2002
- Quadratus[11] en 2003
- CGO en 2004
- CCMX[12], GTI Industrie et PMI Soft[13] en 2006
- AS Infor[14] en 2007
- VCS Timeless, Civitas[15] et GD Informatique[16] en 2008
- Visa Informatique[17] en 2010
- Cylande[18], Loop[19] et Qualiac[20] en 2018
- Meta4[21] en 2019
- Koalaboox[22] et Gérer Ma Boite[23] en 2020
- Talentsoft, éditeur de solutions SaaS de Talent Management en avril 2021[24], ainsi que RD Liberal, ACA, Cedricom, Dhatim et VisualTime[25] la même année
- Wittyfit, StorIQ, Notilus, Grupo Primavera[26] et Digital Recruiters[27] en 2022
- Revo, Boby[28], Vendus, Informática3, Seinfo, Firmamed[29] et Gestiona 3w en 2023
- Exalog[30], KMB Labs[31] et EBP[32] en 2024
- PHC Business Software[33], Microdata[34], sevdesk[35] en 2025

### Étapes principales
Après l’intégration de Servant Soft en 1999, Cegid rachète son principal concurrent français, la société CCMX (800 salariés). Le nouveau groupe est attaqué en 2005 par le groupe Fiducial, opérant sur le même marché, qui conteste la validité de cette acquisition vis-à-vis de la profession comptable générale. Le dossier est arbitré par le Conseil d'État, qui autorise l'opération financière. Huit mois plus tard, les assemblées générales de Cegid obtiennent les autorisations nécessaires à la création de la nouvelle entité dénommée Cegid Group. L’occasion pour la société de mettre en œuvre une nouvelle stratégie technologique autour du SaaS en s’appuyant notamment sur l'expérience de CCMX dans ce domaine. Par ailleurs, Cegid se dote d’une nouvelle identité visuelle et d’une nouvelle signature[pertinence contestée]. Sur sa lancée, Cegid acquiert Comptanoo, éditeur de deux portails destinés au marché des TPE et aux professionnels de la comptabilité, et assoit sa position dans le domaine des services en ligne.
En octobre 2007, Groupama devient l’actionnaire majoritaire du groupe Cegid avec l’acquisition de 17,25 % du capital et 15,84 % des droits de vote de l’éditeur de progiciels. En avril 2016, Groupama et ICMI, contrôlé par Jean-Michel Aulas, annoncent leur intention de vendre Cegid aux fonds d'investissements Silver Lake et AltaOne.
En juin 2014, CEGID cède son activité de logiciels de gestion pour le secteur de l'hôtellerie-restauration au groupe Sequoiasoft.
Le 22 novembre 2017, CEGID acquiert Cylande, éditeur de logiciels basé à Roubaix dans les Hauts-de-France, renforçant significativement sa position dans le retail, puis Qualiac la même année, renforçant ainsi l’offre ERP sur les grands comptes et Loop, qui permet à Cegid de proposer une offre collaborative sur le marché des experts-comptables.  
En juin 2025, le syndicat principal de Cegid fait fuiter un plan en cours de discussion consistant à regrouper un grand nombre de métiers (Développement, Support client, Expérience client...) sur les trois sites principaux de Cegid: Lyon (siège), Boulogne-Billancourt ou encore Roubaix. Les salariés concernés doivent se voir proposer une mobilité géographique qui, si elle est refusée, aboutira à un plan de reclassement ou une rupture du contrat de travail. Une cinquantaine de salariés sont concernés en France, comme à Aurillac, Rennes, Besançon ou encore Nantes .  

### Internationalisation
En septembre 2001, la première filiale internationale de la société voit le jour à Boston, aux États-Unis. La suivante s’implante quelques mois après, à Madrid. En 2008, l’éditeur accélère son développement international[réf. nécessaire] : le groupe investit des bureaux, signe des partenariats stratégiques et s’entoure d’éditeurs complémentaires, en Europe, au Maghreb avec EBP, en Amérique et en Asie-Pacifique. Cegid déploie ses solutions dans plus de 75 pays et est directement implanté à New York, San Diego, Barcelone, Madrid, Milan, Londres, Casablanca, Abidjan, Shenzhen, Shanghai, Hong Kong, Tunisie, Ile Maurice et Tokyo. Cegid acquiert Meta4 en 2019.

## Positionnement sur le marché
En 2010, le Truffle 100, palmarès des éditeurs de logiciels français publié par Truffle Capital, classe Cegid en quatrième position. En Europe, la société se trouve à la vingtième place.
En décembre 2023, elle occupe la  première place du palmarès des éditeurs de logiciels d’Auvergne Rhône-Alpes du cabinet EY

## Dirigeants
Le créateur de Cegid (et président jusqu'en 2017) est Jean-Michel Aulas. Il a longtemps été accompagné par Patrick Bertrand recruté en 1988 en tant que directeur financier, puis nommé directeur général en 2002. Patrick Bertrand est par ailleurs directeur général d’ICMI, holding personnelle de Jean-Michel Aulas.
Pascal Houillon, ancien directeur général de Sage France, succède à Patrick Bertrand au poste de directeur général en mars 2017.
Début 2025, Pascal Houillon rejoint le fonds SilverLake, actionnaire de Cegid, en tant que Senior Advisor et laisse la place à Bruno Vaffier à la tête de Cegid.